# Liste der Monuments historiques in Monchy-Saint-Éloi
Die Liste der Monuments historiques in Monchy-Saint-Éloi führt die Monuments historiques in der französischen Gemeinde Monchy-Saint-Éloi auf.

## Liste der Objekte
| Bezeichnung                                     | Beschreibung                                  | Standort                     | Kennzeichnung | Schutzstatus | Datum | Bild |
| ----------------------------------------------- | --------------------------------------------- | ---------------------------- | ------------- | ------------ | ----- | ---- |
| Kapitell mit der Darstellung: Geißelung Christi | Kalkstein, 12. Jahrhundert                    | in der Kirche St-Éloi (Lage) | PM60001083    | Classé       | 1912  |      |
| Skulptur Pietà                                  | Kalkstein, erste Hälfte des 16. Jahrhunderts  | in der Kirche St-Éloi (Lage) | PM60001085    | Classé       | 1912  |      |
| Skulptur Madonna mit Kind                       | Kalkstein, zweite Hälfte des 14. Jahrhunderts | in der Kirche St-Éloi (Lage) | PM60001084    | Classé       | 1912  |      |
| Skulptur Ecce homo                              | Kalkstein, 15. Jahrhundert                    | in der Kirche St-Éloi (Lage) | PM60001086    | Classé       | 1912  |      |